# Vert-Vert
Vairvert, Ver Vert, Le Voyage du perroquet de Nevers
Pour les articles homonymes, voir Vert-Vert (homonymie).
Vert-Vert ou les Voyages du perroquet de la Visitation de Nevers est un poème écrit par Jean-Baptiste Gresset en 1734.

## Composition et publication
Composé par Jean-Baptiste Gresset sous la forme de quatre chants en décasyllabes, le poème est présenté lors de sa première édition en 1734 comme un « poème héroï-comique » sous le titre Vairvert ou les Voyages du perroquet de la Visitation de Nevers. Il devient « poème héroïque » lors des éditions suivantes, les voyages se singularisant, le perroquet n'étant plus que de Nevers  et son nom prenant la graphie Ver Vert puis Vert-Vert.
Les premières publications semblent avoir été réalisées sans l'autorisation de l'auteur comme mentionné par Gresset à partir de « l'édition de Soissons » de 1735 : « Il se répand depuis quelque tems plusieurs Copies, tant manuscrites qu'imprimées, mais très-infidelles, du Poëme que je donne au Public. Dans les éditions qu'on a intitulées de Londres, & les deux de la Haye, la Pièce est entièrement défigurée. Celle d'Amsterdam, pour être plus correcte que les précédentes, n'est pas exempte d'un grand nombre de fautes, dont l'Errata n'en découvre qu'une partie. On en a cependant profité dans cette Edition ; les soins que s'est donnés un des plus habiles hommes de notre tems, pour la perfectionner, la rendent la meilleure de toutes celles qui ont paru jusqu'à présent ».
Les dernières éditions connues sont celles de 1924 et 1945, respectivement illustrées par François-Maurice Roganeau et Jean Trubert. Un extrait du poème est publié dans le tome II de la nouvelle Anthologie de la poésie française (2000) de la Pléiade,.

## Argument
Vert-Vert raconte l’histoire humoristique d’un perroquet recueilli dans un couvent de Nevers. Élevé par les sœurs visitandines, Vert-Vert, « perroquet dévot » parle effectivement un langage chrétien. Demandé par les religieuses nantaises de la congrégation, il est confié à un batelier de la Loire. Naturellement, il apprend sur le bateau le vocabulaire des matelots et des femmes légères. Arrivé à destination, le perroquet jure comme un marinier. Les religieuses nantaises, épouvantées, le renvoient à Nevers où l'on a le plus grand mal à lui faire réapprendre le latin, mais où il finit ses jours entouré de sollicitude, au point d'ailleurs qu'il meurt d'indigestion :
« Bourré de sucre et brûlé de liqueurs, 

Ver-Vert, tombant sur un tas de dragées 

En noirs cyprès vit ses roses changées. » 

## Commentaire
Le sujet de ce poème est assez mince ; l’intrigue ne comporte guère de rebondissements ; le rythme inhérent au décasyllabe est en règle générale assez monotone ; Vert-Vert se soutient donc uniquement par la qualité du style, l’harmonie de la versification et le choix heureux des images et des formules. Le poète donne un relief inattendu et charmant aux détails infimes de la vie conventuelle – les petites jalousies des nonnes, leurs préoccupations minuscules... – qui fait de Vert-Vert un ouvrage unique et inégalé dans la poésie badine française [réf. souhaitée].

## Postérité et adaptations
L'histoire de Vert-Vert connaît un succès donnant lieu à une postérité importante dans les domaines de la littérature, du théâtre et de la peinture jusqu'au milieu XIXe siècle,.

### Littérature
Un exemplaire de l'Histoire de Vert-Vert se trouvait dans la bibliothèque de Gustave Flaubert, l'auteur d'Un cœur simple qui évoque un autre perroquet. Dans les Mémoires du général baron de Marbot (1891), l’auteur, Jean-Baptiste Antoine Marcellin de Marbot, fait référence à son enfance (« Lorsque, bien des années après, j’ai lu l’histoire de Vert-Vert vivant au milieu des visitandines de Nevers...»). Le mamelouk Ali rapporte que Napoléon aimait à lire Vert-Vert durant son séjour à Sainte-Hélène.

### Théâtre
Les Visitandines, opéra-comique en 3 actes, livret de Louis-Benoît Picard, musique de François Devienne, est créé à Paris salle Favart le 7 juillet 1792. Sous la Restauration, l’œuvre est remaniée, réduite à 2 actes et représentée sous le titre : Le Pensionnat de jeunes demoiselles le 15 mars 1825. Vert-Vert, comédie en 3 actes d'Adolphe de Leuven et Auguste Pittaud de Forges est créée le 15 mars 1832 au théâtre du Palais-Royal par Virginie Déjazet. Vert-Vert, opéra-comique en 3 actes, livret d’Henri Meilhac et Charles Nuitter, musique de Jacques Offenbach, est créé à l’Opéra-Comique le 10 mars 1869.

### Peinture
Fleury François Richard peint en 1804 Vert-Vert, huile sur bois de 58 × 41 cm conservée au musée des Beaux-Arts de Lyon. Le Perroquet Vert-Vert au couvent des Visitandines de Nantes, aquarelle gouachée de 12,5 × 15 cm peinte par Jean-Claude Rumeau vers 1820, est présentée au musée du monastère royal de Brou de Bourg-en-Bresse à l'occasion de l'exposition L'invention du passé. « Gothique, mon amour », 1802-1830 mais son lieu de conservation n'est pas connu. Pour le salon de 1824, Jean-François Garneray peint un Départ de Vert-Vert pour Nantes. En 1827, Louis-Pierre Spindler expose au musée royal trois tableaux d'après le poème de Gresset : Vert-Vert au parloir, Vert-Vert en voyage et Vert-Vert jurant,. Vers 1830, Auguste Couder peint une Mort de Vert-Vert conservée au musée de l'Oise à Beauvais. La Captivité de Vert-Vert de François Marius Granet, huile sur toile de 124 × 98 cm peinte en 1834, est conservée au musée Granet d'Aix-en-Provence. Le lieu de conservation de son Vert-Vert de 1818, huile sur toile de 72,5 × 94 cm, est en revanche inconnu, de même que celui de sa Religieuse gardant Vert-Vert présentée au salon de 1831. L'Arrivée de Vert-Vert à Nantes de François-Joseph Navez se fait remarquer au salon de 1835 par « un effet clair et agréable, une variété de costumes et de physionomies très-pittoresques ». Le Vert-Vert de Claudius Jacquand, huile sur toile de 41 × 39 cm peinte en 1835, est conservé au musée du monastère royal de Brou à Bourg-en-Bresse. Son Arrivée de Vert-Vert à Nantes de 1847 est au musée de la Faïence et des Beaux-Arts de Nevers. Eugène-Ernest Hillemacher peint un Voyage de Vert-Vert présenté aux salons de 1853 et 1855 et mentionné comme « appartenant à l'impératrice ».
Un service en porcelaine, réalisé à la manufacture de Sèvres et aujourd'hui conservé au musée de Picardie (Amiens), illustre lui aussi le poème.

Vert-Vert en peinture
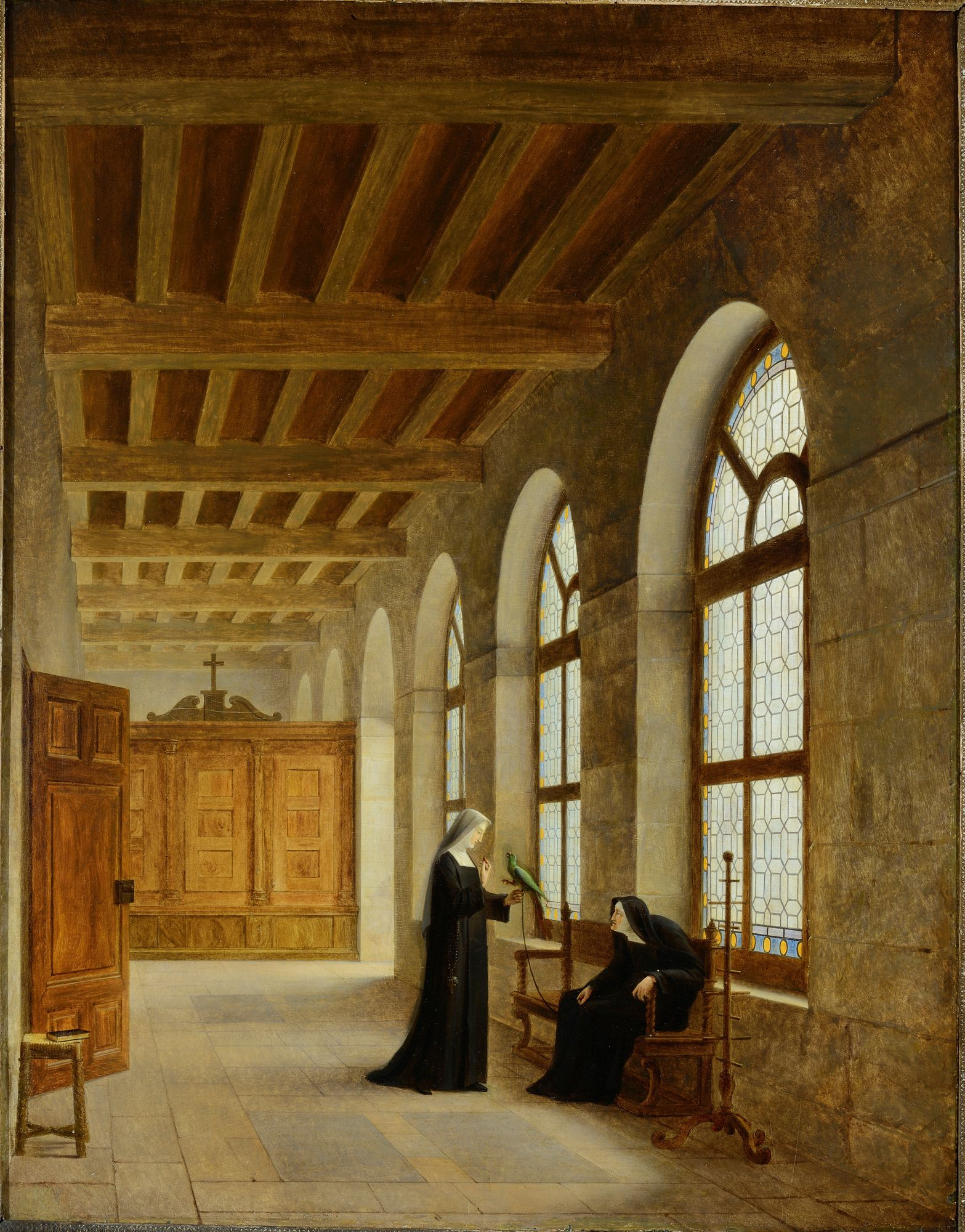
Vert-Vert, Fleury François Richard (1804, musée des Beaux-Arts de Lyon)
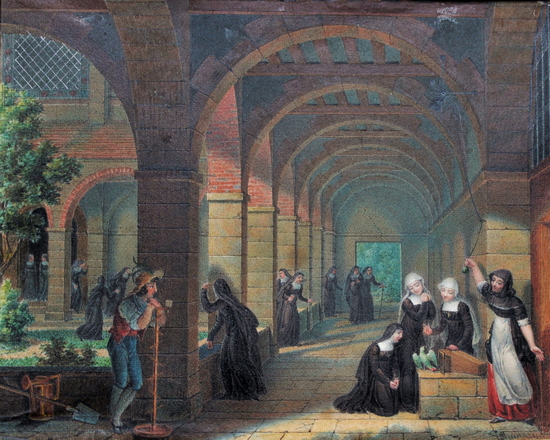
Le Perroquet Vert-Vert au couvent des Visitandines de Nantes, Jean-Claude Rumeau (1820)
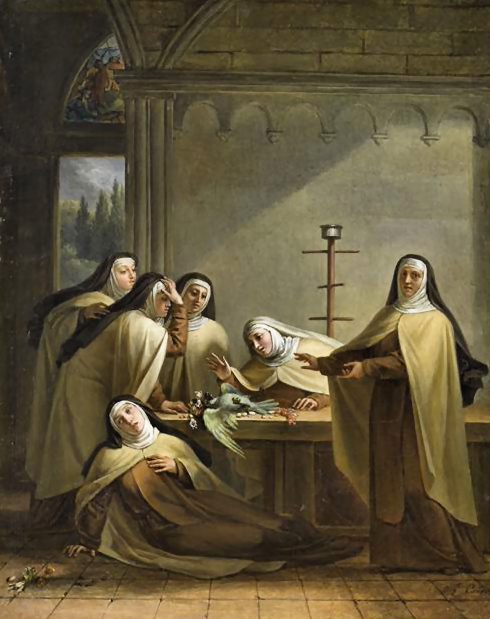
Mort de Vert-Vert, Auguste Couder (1830, musée de l'Oise à Beauvais)
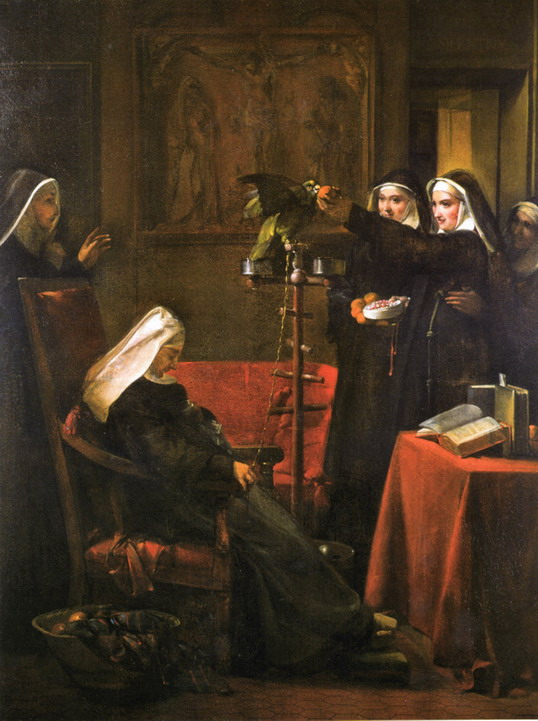
Captivité de Vert-Vert, François Marius Granet (1834, musée Granet d'Aix-en-Provence)
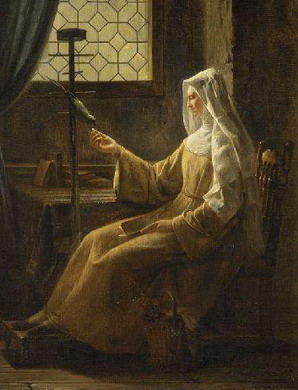
Vert-Vert, Claudius Jacquand (1835, Musée du monastère royal de Brou à Bourg-en-Bresse)
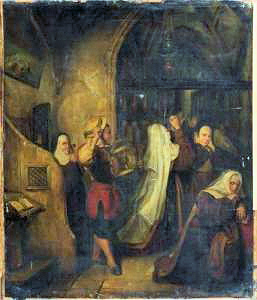
L'Arrivée de Vert-Vert à Nantes, Claudius Jacquand (1847, musée de la Faïence et des Beaux-Arts de Nevers

### Presse
Le Vert-Vert est au début du XIXe siècle un petit quotidien spécialisé dans la chronique des spectacles parisiens et la vie littéraire dirigé par Anténor Joly,,. Favorable aux idées romantiques, il reçut la contribution d’auteurs tels que Victor Hugo, Théophile Gautier ou Gérard de Nerval.
Le Ver-Vert est un billet d'humeur publié chaque jour de la semaine dans les colonnes du Journal du Centre en page « Nevers ».

### Tourisme
Le sentier du Ver-Vert, nommé en souvenir du perroquet des sœurs visitandines, est un chemin de promenade bordant la Loire à proximité du monastère de la Visitation à Nevers.
Une adaptation filmée du poème Ver Vert a été présentée lors du Voyage à Nantes 2025 dans le passage Sainte-Croix. Film réalisé par Eléonore Saintagnan.